# Gandalf Ridge
Gandalf Ridge är en bergstopp i Antarktis. Den ligger i Östantarktis. Nya Zeeland gör anspråk på området. Toppen på Gandalf Ridge är 551 meter över havet.
Terrängen runt Gandalf Ridge är huvudsakligen kuperad, men åt nordväst är den platt. Terrängen runt Gandalf Ridge sluttar norrut. Trakten är obefolkad. Det finns inga samhällen i närheten.